# 럭키 세븐 (드라마)
럭키 세븐(ラッキーセブン)은 2012년 1월 16일부터 3월 19일까지 후지 TV에서 매주 월요일 밤 9시에 방송된 텔레비전 드라마이다. 주연은 아라시의 마츠모토 준.

## 개요
마츠모토 준은 2010년 3분기 《여름의 사랑은 무지개색으로 빛난다》 이후 1년 3개월만의 두 번째 게츠쿠 주연작이며,
탐정을 연기하는 것은 2001년 3분기 《소년탐정 김전일》 이후 10년 3개월만이다.
또한 함께 출연하는 에이타의 경우 2009년 1분기 《보이스~생명 없는 자의 목소리~》 이후 3년만의 게츠쿠 출연이며,
오오이즈미 요는 1995년 데뷔 이래 첫 게츠쿠 출연이다.
마츠시마 나나코는 전 분기 《가정부 미타》(2011년 4분기, NTV)에 이어 두 분기 연속으로 출연하며,
게츠쿠로써는 2000년 4분기에 방송 된 《내 사랑 사쿠라코》 이후 11년만의 출연작이기도 하다.
또한 게츠쿠 시간대에서는 《코드 블루 -닥터헬기 긴급구명- 시즌2》 이후 2년만의 사랑 이야기를 다루지 않은 작품.
캐치카피는 〈연인보다, 가족보다, 동료 아닌가?〉

## 줄거리
도쿄도 기타시나가와 구의 작은 탐정 사무실을 무대로한 청춘 군상극(群像劇). 탐정 사무실의 7명의 멤버가 팀워크로 안건을 해결해가는 모습을 그린다.

## 등장 인물

### 기타시나가와 구 럭키 탐정사
- 토키타 슌타로 / 時多 駿太郎 - 마츠모토 준 (아라시)

28세. 나쁘게 말하면 가볍고, 좋게 말하면 경쾌함. 유부녀와의 불륜이 탐정에게 미행당해 그것을 역미행하여 온 곳이 럭키 탐정사. 사장에게 스카웃 되어 선배 탐정인 닛타 테루와 라이벌 관계가 된다.
- 닛타 테루 / 新田 輝 - 에이타

28세. 탐정에 필요한 능력을 전부 갖추고 있으며, 격투기도 뛰어나다. 항상 냉정하고 침착하며 사람을 관찰해 친해지기 어려운 인상도 있다. 슌타로와 여러가지로 부딪힌다.
- 미즈노 아스카 / 水野 飛鳥 - 나카 리이사

23세. 시원시원한 성격에 승부감과 담력이 무기. 호신술을 체득하고 있고 운동신경도 좋으며, 변장도 특기. 슌타로나 남자와 커플인 척 조사에 나가는 것도 자주 있다. 애완견인 다이와 생활.
- 아사히 준페이 / 旭 淳平 - 오오이즈미 요

37세. 탐정 경력이 가장 길며 럭키 탐정사의 치프. 언뜻 보기에 까불고 있는 것이 많지만 탐정으로서의 솜씨는 제일. 의뢰인에게 관계되어 버리는 슌타로를 곤란해하면서도 따르게 된다.
- 츠쿠시 마사요시 / 筑紫 昌義 - 카도노 타쿠조

56세. 전직 형사. 일의 움직임은 두드러지지 않지만, 필요한 정보는 완벽하게 수집. 럭키 탐정사를 창설했을 때의 오리지널 멤버. 경찰을 그만두고 사무소에 온 이유는 수수께끼.
- 카야노 메이 / 茅野 メイ - 이리키 마리

23세. 언뜻 보기에 평범한 데스크 업무를 하고 있는 것 같지만, 사실은 모두의 컴퓨터를 고치거나 할 정도의 기계 오타쿠. 탐정 일에 필요한 도구를 조달하거나 제작.
- 후지사키 토코 / 藤崎 瞳子 - 마츠시마 나나코

38세. 총명하며 결단력과 담력을 갖고 있음. 13년 전 북시나가와 럭키 탐정사를 창설. 사무소의 개성 넘치는 각자를 그녀의 수완으로 정리한다. 반면, 슌타로도 알 도리가 없는 수수께끼를 안고 있는데...

### 경시청 기타시나가와 경찰서
- 키리하라 유키 / 桐原 由貴 - 후키이시 카즈에

28세. 북시나가와 경찰서의 경부보. 탐정을 용서할 때엔 상사인 고토가 아닌 그녀 자신으로부터 전하는게 기본. 달래는 역할. 특히 준페이에게 차가운데, 준페이는 그런 이유가 좋다.
- 고토 마사시 / 後藤 将司 - 카네다 아키오

55세. 북시나가와 경찰서의 경부. 농담이 통하지 않는 남자. 탐정을 꺼려하며 직무에 대해서는 성실하고 정직해 위에서의 신뢰도도 높다.

### 토키타 가(家)
- 토키타 유리코 / 時多 百合子 - 오카에 쿠미코

55세. 슌타로의 모친(어머니). 남편을 잃고 두 아들을 혼자서 키웠으며 근처의 상점가 모두와 사이가 좋고 쾌활함. 때때로 말하는 것이 상대방의 정곡을 찌르나 본인은 모르고 있다.
- 토키타 코지로 / 時多 孝次郎 - 코야마 케이치로 (NEWS)

27세. 슌타로의 남동생. 일류 상사 근무. 맞벌이를 해 친가에 자주 아들을 맡김. 형을 걱정하지만, 자신과 다른 생활 방식을 인정해준다.

### 그 외
- 마카베 류 / 真壁リュウ - 타니하라 쇼스케

슌타로가 어렸을 때부터 동경하던 TV 드라마에 나오는 사립탐정.

## 제작진
- 시리즈 구성 - 사토 신스케
- 각본 - 하야후네 카에코, 노기 아키코, 카나자와 타츠야, 우다 마나부
- 음악 - 팀 윈
- 연출 - 사토 신스케, 나리타 가쿠, 히라노 신, 나가세 쿠니히로
- 프로듀서 - 시게오카 유미코, 세키구치 다이스케
- 제작·저작 - 후지 TV

## 부제
| 각 화                                                     | 방송일          | 부제                                   | 각본                        | 연출            | 시청률 |
| --------------------------------------------------------- | --------------- | -------------------------------------- | --------------------------- | --------------- | ------ |
| mission 1                                                 | 2012년 1월 16일 | 신참 탐정, 여자 보스에게 받은 첫 미션! | 하야후네 카에코 노기 아키코 | 사토 신스케     | 16.3%  |
| mission 2                                                 | 2012년 1월 23일 | 천재 연구원을 조사하라                 | 카나자와 타츠야             | 나리타 가쿠     | 16.9%  |
| mission 3                                                 | 2012년 1월 30일 | 결혼 사기꾼을 쫓아라                   | 노기 아키코                 | 히라노 신       | 15.2%  |
| mission 4                                                 | 2012년 2월 6일  | 달콤한 덫                              | 노기 아키코                 | 사토 신스케     | 15.4%  |
| mission 5                                                 | 2012년 2월 13일 | 이별의 예감, 달려 나가는 밤            | 노기 아키코                 | 나리타 아키라   | 15.2%  |
| mission 6                                                 | 2012년 2월 20일 | 최초이면서 최악이었던 안건             | 노기 아키코                 | 나가세 쿠니히로 | 14.6%  |
| mission 7                                                 | 2012년 2월 27일 | 사랑에 빠져                            | 우다 마나부                 | 나리타 아키라   | 13.6%  |
| mission 8                                                 | 2012년 3월 5일  | 미인 호스테스의 스캔들!                | 하야후네 카에코             | 히라노 신       | 15.5%  |
| mission 9                                                 | 2012년 3월 12일 | 사랑이라는 이름의 덫!                  | 노기 아키코                 | 나리타 아키라   | 15.6%  |
| mission 10                                                | 2012년 3월 19일 | 동료들이여 영원히!                     | 노기 아키코                 | 사토 신스케     | 16.9%  |
| 평균 시청률 15.6% (시청률은 간토 지구 비디오 리서치 조사) |                 |                                        |                             |                 |        |

- 첫회는 15분 확대, 최종회는 20분 확대.
- 2012년 1분기 연속 드라마 중에서는 최고 시청률, 최종회 시청률, 평균 시청률은 톱이 되었다. 게츠쿠 범위의 작품이 쿨 1위를 기록한 것은 《코드 블루 -닥터 헬기 긴급 구명- 2nd Season》이래, 2년만이었다.

## 번외편

### 사이드 스토리 《시키시마★커피 바리스타는 봤다!?》
드라마 방송 기간 동안 YouTube에서 전달 된 사이드 스토리. 총 10화. 럭키 탐정 사 건너편에 위치한 시키시마 커피는 다방 주인, 시키시마 타카시 (노마구치 토오루)가 럭키 탐정 사에서 무슨 일이 일어나고 있는지를 조사하는 스토리.

#### 직원
- 프로듀서 - 세키 다이스케
- 연출 - 오가타 류타
- 각본 - 우타 마나부
- 음악 - 팀 윈

### 스핀오프 드라마 《사립탐정★마카베 류》
드라마에 등장하는 등장 인물이보고있는 드라마 스핀오프 드라마 《사립탐정★마카베 류》가 독립적으로 제작되었다. 총 4화.

#### 등장 인물
- 타니하라 쇼스케
- 사카타 마사노부

#### 직원
- 기획 프로듀스 - 하토리 켄이치
- 협력 프로듀스 - 세키구치 다이스케
- 연출 - 오가타 류타
- 각본 - 후쿠다 유이치
- 음악 - 미야코 케이이치 (SOPHIA)

## 같이 보기
- 후지 TV
- 일본의 텔레비전 드라마 목록